# Немає виходу (фільм, 1996)
Немає виходу (англ. No Exit) — американський фільм 1996 року.

## Сюжет
Дії відбуваються в італійському районі Нью-Йорка. Бенні і Вінні готові віддати життя один за одного. Їх взаєморозумінню можуть позаздрити рідні брати. Але все змінюється, коли Бенні під час пограбування складу жорстоко вбиває охоронця. Тепер його найкращому другові доведеться зробити важкий вибір: залишитися на стороні товариша або зрадити його.

## У ролях
- Френк Загаріно — Лука Лентіні
- Нік Сендоу — Бенні Лентіні
- Вінсент Пасторе — Тоні Ландано
- Сел Локасіо — Браво
- Майкл Апаро — Вінні Маззаріно
- Йельба Осоріо — Мерседес Колон
- Артур Дж. Наскарелла — Джимі «Кебс»
- Лу Ладжланте — Вінсент Маззаріно
- Ленні Манджапане — Оггі Маззаріно
- Френк Пьетранголаре — Доммі «Дайс»
- Кенні «Ред» Олстон — Шем
- Марк Бретт — Джегутс
- Саймон Брук — Шинер
- Марк Кастеллано — Піті
- Крістен Діцерто — Крісті
- Лаура Діцерто — Кармен
- Діккі Файн — Бабалу
- Джон Фрей — Міккі Коніен
- Чанду Логан — Джанбаг
- Лу Ломбарді — Френкі Бопс
- Ернест Мінджіоні — Полі Лентіні
- Тоні Парволо — Скуащі
- Сел Петрачіоні — Рокко
- Чарльз П'єрі — Скукі
- Ентоні Пуччіо — головоріз
- Вал Пуссіо — головоріз
- Джуді Реєс — Марія Лентіні
- Ентоні Дж. Рібустелло — Гумбі
- Майкл Скуіччаріні — маленький Джиджи
- Пітер Зазлов — рефері